# Kimberley Brennan
Kimberley „Kim” Crow Brennan (ur. 9 sierpnia 1985 w Melbourne) – australijska wioślarka. Złota medalistka Igrzysk olimpijskich 2016 w Rio de Janeiro, sześciokrotna medalistka mistrzostw świata.

## Osiągnięcia
- Mistrzostwa świata – Eton 2006 – ósemka – 3. miejsce.
- Mistrzostwa świata – Monachium 2007 – ósemka – 4. miejsce.
- Mistrzostwa świata – Monachium 2007 – dwójka bez sternika – 4. miejsce.
- Igrzyska olimpijskie – Pekin 2008 – dwójka bez sternika – 10. miejsce.
- Mistrzostwa świata – Poznań 2009 – dwójka bez sternika – 5. miejsce.
- Mistrzostwa świata – Karapiro 2010 – dwójka podwójna – 2. miejsce.
- Mistrzostwa świata – Bled 2011 – dwójka podwójna – 2. miejsce.
- Igrzyska olimpijskie – Londyn 2012 – dwójka podwójna – 2. miejsce[2].
- Igrzyska olimpijskie – Londyn 2012 – jedynka – 3. miejsce[3].
- Mistrzostwa świata – Chungju 2013 – jedynka – 1. miejsce.
- Mistrzostwa świata – Amsterdam 2014 – jedynka – 2. miejsce.
- Mistrzostwa świata – Aiguebelette-le-Lac 2015 – jedynka – 1. miejsce.
- Igrzyska olimpijskie – Rio de Janeiro 2016 – jedynka – 1. miejsce.